# Znajdzina
Znajdzina (pol. hist. Mandzin, Ursynów; biał. Знайдзіна; ros. Знайдино) – wieś na Białorusi, w obwodzie grodzieńskim, w rejonie brzostowickim, w sielsowiecie Koniuchy.

## Nazwa
Majątek nazywał się Mandzin, jednak miejscowi Białorusini przekręcali tę nazwę i zamiast niej używali określenia Znajdzino. Zirytowany tym właściciel majątku Tadeusz Ursyn Niemcewicz w latach 30. XX w. zmienił urzędową nazwę na Ursynów. Nowa nazwa jednak się nie przyjęła. Po II wojnie światowej zmieniono nazwę na Znajdzino.

## Historia
Dawniej majątek ziemski i folwark należący do Ursyn Niemcewiczów. W dwudziestoleciu międzywojennym leżał w Polsce, w województwie białostockim, w powiecie grodzieńskim. Należał do parafii Trójcy Przenajświętszej w Indurze. W 1930 majątek liczył 170 hektarów ziemi. Wyrabiano w nim również cegłę oraz eksploatowano torfowiska. Przed II wojną światową majątek został unowocześniony.
Po 17 września 1939 majątek był okradany przez białoruskich komunistów. Po nastaniu władzy sowieckiej komisarze Armii Czerwonej (przeważnie Żydzi) podjudzali Białorusinów przeciwko Polakom do niszczenia, rabunku i mordów. Mandzin został wówczas rozkradziony. 26 września 1939 komuniści zamordowali właściciela majątku Tadeusza Ursyna Niemcewicza. Jego żona Eugenia Ursyn Niemcewicz z dziećmi uciekła z Mandzina do Grodna.
W 1940 w majątku urządzono kołchoz. Za czasów okupacji niemieckiej zarządzany był przez niemiecką administrację.